# Église de Khvilicha
L’église Saint-Georges de Khvilicha (en géorgien : ხვილიშის წმინდა გიორგის ეკლესია, khvilishis ts’minda giorgis ek’lesia) est une église orthodoxe géorgienne du VIIIe – IXe siècle située en Samtskhé-Djavakhétie à proximité d'Aspindza.

## Description
L'église à nef unique est construite dans le style antique d'une basilique. Elle a été restaurée dans les années 1970.